# Đai lưng Lạp Hộ

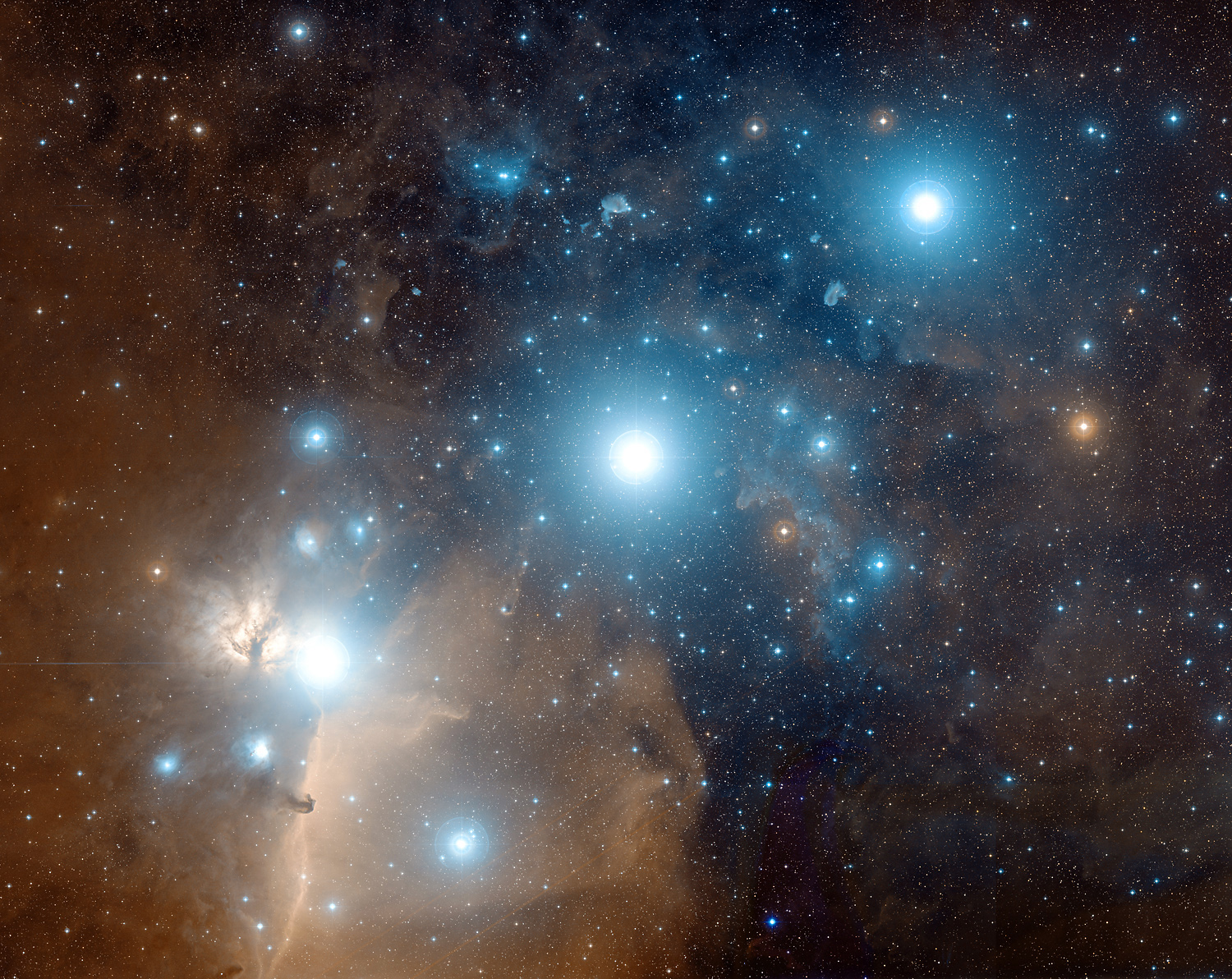
Ảnh thiên văn về Đai lưng Lạp Hộ

Đai lưng Lạp Hộ, Đai lưng Tráng Sĩ hay Đai lưng Orion, vành đai Orion là một mảng sao thuộc chòm sao Lạp Hộ. Nó bao gồm ba ngôi sao sáng: ζ Ori (Alnitak), ε Ori (Alnilam), và δ Ori (Mintaka). Alnitak cách Trái Đất khoảng 800 năm ánh sáng, kể cả bức xạ cực tím mà mắt người không thể nhìn thấy, Alnitak sáng hơn Mặt Trời 100,000 lần. Alnilam cách Trái Đất khoảng 1340 năm ánh sáng với cấp sao là 1.70. Xét cả ánh sáng cực tím thì Alnilam sáng gấp 375,000 lần Mặt Trời. Mintaka cách Trái Đất 915 năm ánh sáng với cấp sao là 2.21. Mintaka sáng gấp 90,000 lần Mặt Trời. Mintaka là một sao đôi. Hai ngôi sao này quanh quanh nhau một lần mất 5.73 ngày. Quan sát đai lưng Lạp Hộ là cách dễ nhất để xác định chòm sao Lạp Hộ trên bầu trời đêm. Ở Bán cầu Bắc, Đai lưng Lạp Hộ được quan sát dễ nhất là vào khoảng 9.00 tối trong tháng 1.

## Gallery

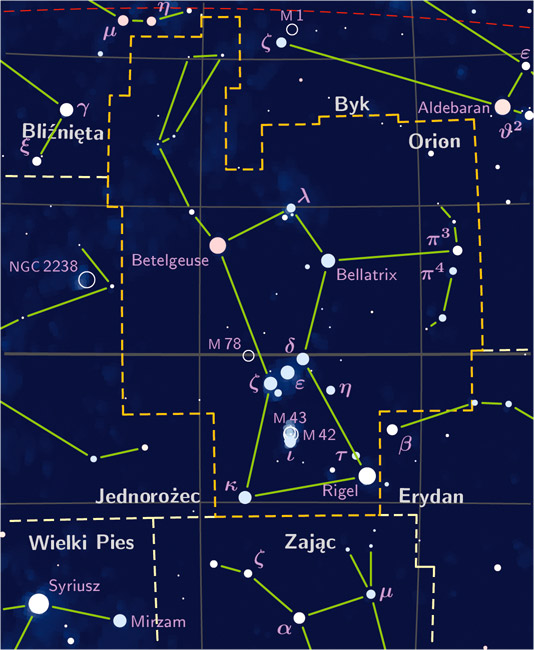
Bản đồ Lạp Hộ.
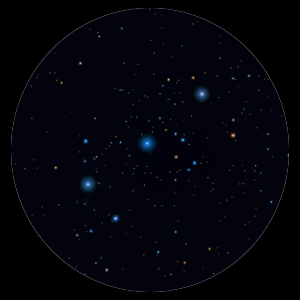
Ảnh thiên văn không chuyên về đai lưng Lạp Hộ.
Ảnh thiên văn khu vực Đai lưng Lạp Hộ và tinh vân Ngọn Lửa.